# Bistum Lansing
Das Bistum Lansing (lat.: Dioecesis Lansingensis) ist eine in den Vereinigten Staaten gelegene römisch-katholische Diözese mit Sitz in Lansing. Es umfasst die neun Counties Clinton, Eaton, Genesee, Hillsdale, Ingham, Jackson, Lenawee, Livingston, Shiawassee und Washtenaw des Bundesstaates Michigan.

## Geschichte
Papst Pius XI. gründete es am 22. Mai 1937 aus Gebietsabtretungen des Erzbistums Detroit, dem es auch als Suffragandiözese unterstellt wurde. Am 19. Dezember 1970 verlor es einen Teil seines Territoriums an das Bistum Kalamazoo.

## Bischöfe von Lansing
- Joseph Henry Albers (4. August 1937–1. Dezember 1965, gestorben)
- Alexander Mieceslaus Zaleski (1. Dezember 1965–16. Mai 1975, gestorben)
- Kenneth Joseph Povish  (8. Oktober 1975–7. November 1995, emeritiert)
- Carl Frederick Mengeling (7. November 1995–27. Februar 2008, emeritiert)
- Earl Alfred Boyea, seit 27. Februar 2008